# A.J. Foyt Enterprises

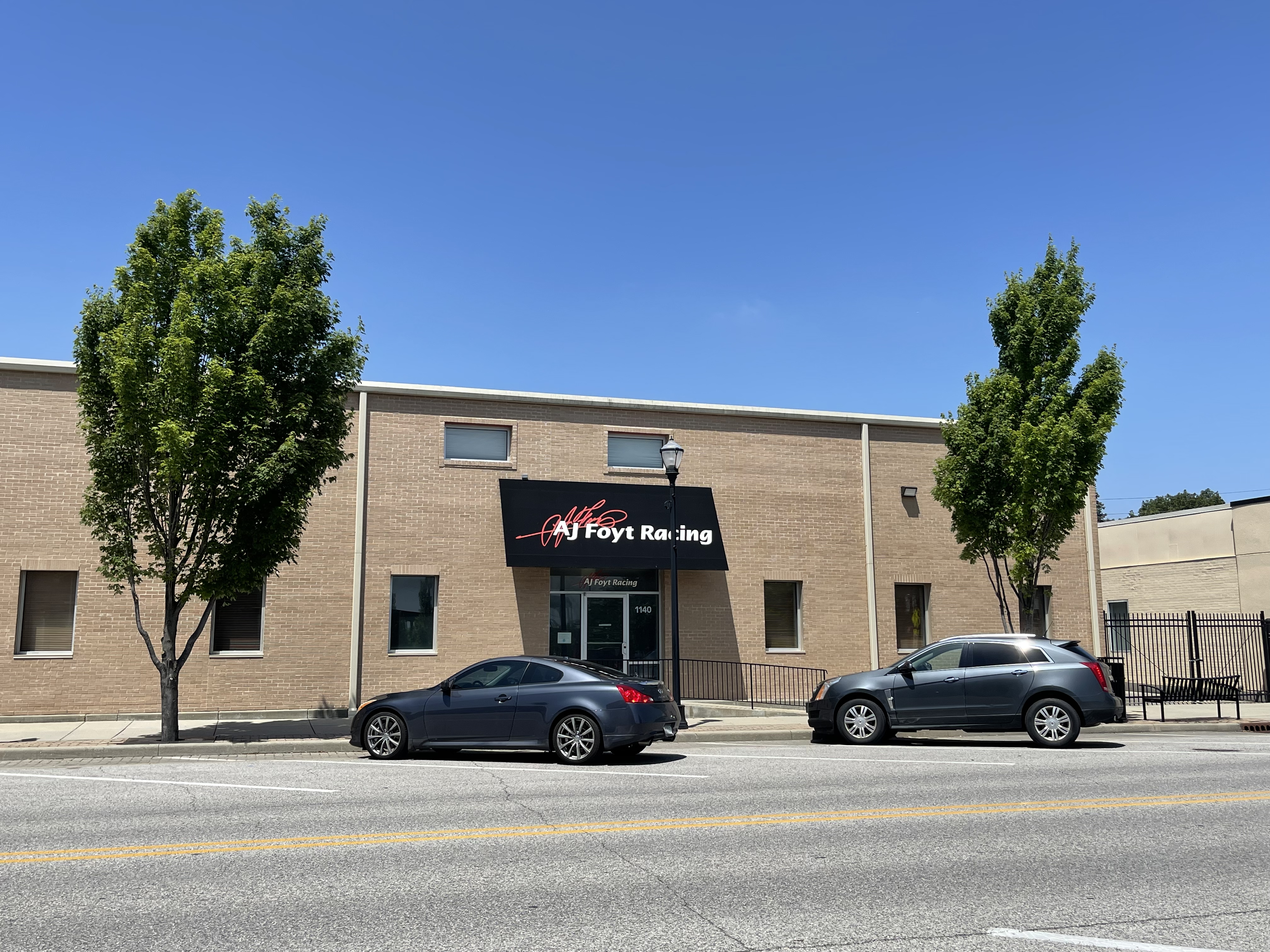

A.J. Foyt Enterprises är ett amerikanskt racingteam som deltar i IndyCar Series. Stallet ägs av racinglegendaren A.J. Foyt.

## Historia
Foyt grundade sitt eget team och körde för det själv i inledningen av CART:s historia. Stallet har vunnit en seger i Indianapolis 500 och en titel i IndyCar, båda med Kenny Bräck som förare. Titeln kom 1998, efter att Bräck tagit tre raka segrar i mitten av säsongen. Året därpå vann han Indy 500 för teamet, innan han lämnade för Team Rahal i Champ Car. Efter det har teamet inte varit lika framgångsrikt, och har ofta haft dåliga finanser, vilket omöjliggjort bra placeringar i mästerskap. Stallet deltog även i Nascars Cup-serie 1973-1974 och 1977-2004 utan större framgångar.